# Anión

Anión cloruro.

Un anión es un ion con carga eléctrica negativa, es decir, que ha ganado más  electrones. Los aniones monoatómicos se describen con un estado de oxidación negativo. Los aniones poliatómicos se describen como un conjunto de átomos unidos con una carga eléctrica global negativa, variando sus estados de oxidación individuales.

## Tipos
Hay dos tipos de aniones: monoatómicos y  poliatómicos.

### Aniones poliatómicos
Se pueden considerar como precedentes de una molécula que ha perdido protones, o de un ácido que ha ganado protones.

#### Noménclatura tradicional
Se nombran con la palabra ion o anión, seguida del nombre del  metal terminado en -ito si actúa con la covalencia mayor o en -ato si actúa con la valencia menor. Ejemplo:
| Sustancia | Nombre          |
| --------- | --------------- |
| H2SO3     | Ácido sulfuroso |
| SO32-     | Anión sulfito   |
| H2SO4     | Ácido sulfúrico |
| SO42-     | Anión sulfato   |

#### Nomenclatura sistemática
Se nombran como los ácidos pero anteponiendo la palabra ion o anión, y quitando "de hidrógeno". Ejemplo:
| Sustancia | Nombre                             |
| --------- | ---------------------------------- |
| H2SO3     | Trioxosulfato (IV) de hidrógeno    |
| SO32-     | Anión trioxosulfato (IV)           |
| H2SO4     | Tetraoxosulfato (VI) de hidrógeno  |
| SO42-     | Anión tetraoxosulfato (VI)         |
| HNO2      | Dioxonitrato (III) de hidrógeno    |
| NO2-      | Anión dioxonitrato (III)           |
| HClO4     | Tetraoxoclorato (VII) de hidrógeno |
| ClO4-     | Anión tetraoxoclorato (VII)        |

### Aniones ácidos

Proceden de un ácido poliprótico que ha perdido parte de sus átomos de hidrógeno como protones. Los Ácidos polipróticos ( o Ácidos polibásicos) son ácidos que tienen más de un hidrógeno ionizable. 

#### Nomenclatura tradicional
Se nombran como el ion correspondiente pero añadiendo la palabra ácido y usando prefijos multiplicativos cuando haya más de uno.
| Sustancia | Nombre                  |
| --------- | ----------------------- |
| H3PO4     | Ácido fosfórico         |
| H2PO4-    | Anión fosfato diácido   |
| HPO42-    | Anión fosfato monoácido |
| PO43-     | Anión fosfato           |
| H2SO3     | Ácido sulfuroso         |
| HSO3-     | Anión sulfito ácido     |
| SO32-     | Anión sulfito           |

Para los ácidos dipróticos (con dos hidrógenos en su fórmula) se mantiene aún en el comercio y la industria un sistema de nomenclatura antiguo pero no recomendado. Consiste en nombrar el anión con el prefijo bi-.
| Sustancia | Nombre            |
| --------- | ----------------- |
| H2CO3     | Ácido carbónico   |
| HCO3-     | Anión bicarbonato |
| CO32-     | Anión carbonato   |
| H2SO3     | Ácido sulfuroso   |
| HSO3-     | Anión bisulfito   |
| SO32-     | Anión sulfito     |
| H2SO4     | Ácido sulfúrico   |
| HSO4-     | Anión bisulfato   |
| SO42-     | Anión sulfato     |

#### Nomenclatura sistemática
Se nombran como el ion correspondiente pero anteponiendo el prefijo hidrógeno- con el prefijo multiplicativo correspondiente.
| Sustancia | Nombre                                 |
| --------- | -------------------------------------- |
| H3PO4     | Tetraoxofosfato (V) de hidrógeno       |
| H2PO4-    | Anión dihidrogenotetraoxofosfato (V)   |
| HPO42-    | Anión monohidrogenotetraoxofosfato (V) |
| PO43-     | Anión tetraoxofosfato (V)              |
| H2SO3     | Trioxosulfato (IV) de hidrógeno        |
| SO32-     | Anión trioxosulfato (IV)               |

Para un mejor entendimiento realizamos un esquema de clasificación puesto que no es una clasificación rígida.

## Esquema de clasificación

### Clase (A)
Desprenden gases con el ácido clorhídrico o sulfúrico diluido: carbonato, bicarbonato, sulfito, tiosulfato, sulfuro, nitrito, hipoclorito, cianuro y cianato. Están incluidos los del (I) con el agregado de los siguientes: floruro, cloruro, bromuro, yoduro, nitrato, clorato, perclorato, bromato y yodato, borato *, ferrocianuro, ferricianuro, tiocianato, formiato, acetato, oxalato , tartrato y citrato.

### Clase (B)
Reacciones de precipitación: sulfato, persulfato **, fosfato, fosfito, hipofosfito, arseniato, arsenito, silicato, fluorosilicato, salicilato, benzoato y succinato. Reacciones de oxidación y reducción en disolución: manganato, permanganato, cromato y dicromato.

## Aniones comunes
| Nombre formal               | Fórmula         | Nombre alternativo |
| Aniones simples             | Aniones simples | Aniones simples    |
| --------------------------- | --------------- | ------------------ |
| Arseniuro                   | As3−            |                    |
| Azida                       | N3−             |                    |
| Bromuro                     | Br−             |                    |
| Carburo                     | C4−             |                    |
| Cloruro                     | Cl−             |                    |
| Fluoruro                    | F−              |                    |
| Fosfuro                     | P3−             |                    |
| Hidruro                     | H−              |                    |
| Nitruro                     | N3−             |                    |
| Óxido                       | O2−             |                    |
| Peróxido                    | O22−            |                    |
| Sulfuro                     | S2−             |                    |
| Yoduro                      | I−              |                    |
| Oxoaniones                  |                 |                    |
| Arseniato                   | AsO43−          |                    |
| Arsenito                    | AsO33−          |                    |
| Borato                      | BO33−           |                    |
| Bromato                     | BrO3−           |                    |
| Hipobromito                 | BrO−            |                    |
| Carbonato                   | CO32−           |                    |
| Hidrógenocarbonato          | HCO3−           | Bicarbonato        |
| Clorato                     | ClO3−           |                    |
| Perclorato                  | ClO4−           |                    |
| Clorito                     | ClO2−           |                    |
| Hipoclorito                 | ClO−            |                    |
| Cromato                     | CrO42−          |                    |
| Dicromato                   | Cr2O72−         |                    |
| Yodato                      | IO3−            |                    |
| Nitrato                     | NO3−            |                    |
| Nitrito                     | NO2−            |                    |
| Fosfato                     | PO43−           |                    |
| Hidrógenofosfato            | HPO42−          |                    |
| Dihidrógenofosfato          | H2PO4−          |                    |
| Permanganato                | MnO4−           |                    |
| Fosfito                     | PO33−           |                    |
| Sulfato                     | SO42−           |                    |
| Tiosulfato                  | S2O32−          |                    |
| Hidrógenosulfato            | HSO4−           | Bisulfato          |
| Sulfito                     | SO32−           |                    |
| Hidrógenosulfito            | HSO3−           | Bisulfito          |
| Aniones de ácidos orgánicos |                 |                    |
| Acetato                     | C2H3O2−         |                    |
| Formiato                    | HCO2−           |                    |
| Oxalato                     | C2O42−          |                    |
| Hidrógenoxalato             | HC2O4−          | Bioxalato          |
| Otros aniones               |                 |                    |
| Hidrógenosulfuro            | HS−             | Bisulfuro          |
| Telururo                    | Te2−            |                    |
| Amiduro                     | NH2−            |                    |
| Cianato                     | OCN−            |                    |
| Tiocianato                  | SCN−            |                    |
| Cianuro                     | CN−             |                    |
| Hidróxido                   | OH−             |                    |

## Marcha analítica de los aniones más comunes
Los aniones más frecuentes en un laboratorio no se pueden separar de forma tan clara como los cationes. La mayor parte de las veces se van a identificar de forma directa, mientras que otras se van a separar en grandes grupos precipitando con cationes y, a partir de estos precipitados, se identifican esos aniones. Sin embargo, en laboratorio es bastante más difícil analizar los aniones presentes que los cationes. Generalmente en el laboratorio la marcha analítica de aniones se hace primero eliminando todos los cationes existentes precipitando con hidróxido de sodio o carbonato de sodio. A continuación se hacen tres ensayos preliminares.
Las sales típicamente están formadas por cationes y aniones (aunque el enlace nunca es puramente iónico, siempre hay una contribución covalente).
- Acetato.
- El ADN es un anión.
- Muchas proteínas son aniónicas a pH fisiológico.